# Station Ustaritz
Station Ustaritz is een spoorweghalte in de Franse gemeente Ustaritz.